# Perth (Tasmanie)
Pour les articles homonymes, voir Perth.

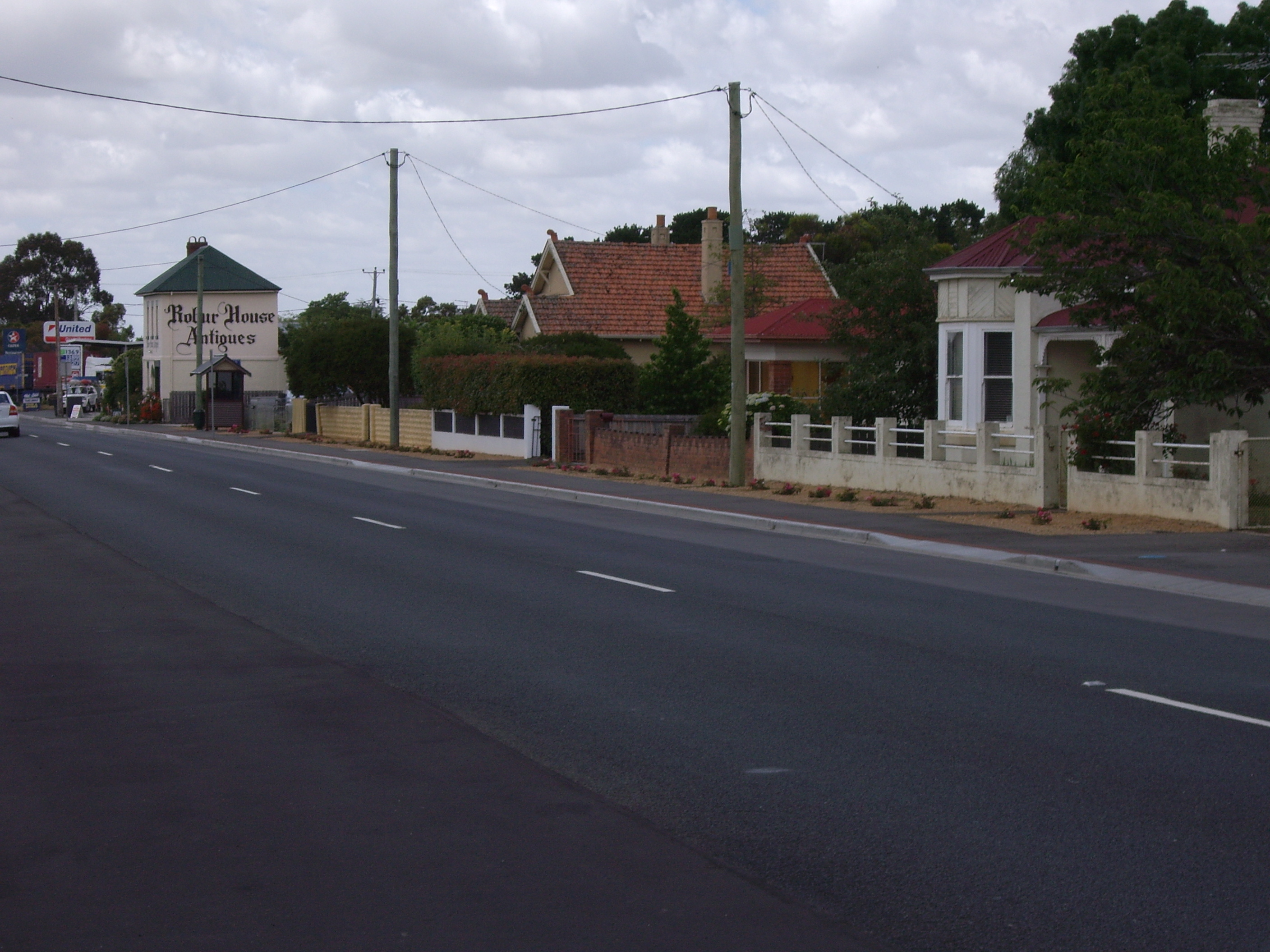
Perth, Main Road

Perth (2 000 habitants) est une ville du nord-est de la Tasmanie, en Australie, à 20 km au sud de Launceston. C'est la première ville sur la route après Launceston en direction de Hobart. Comme Longford, Perth est une ville historique avec de nombreuses maisons datant du début du XIXe siècle.
Spécialités culinaires : les produits de la mer et le "pinot noir".